# Joseph Stewart Cottman
Joseph Stewart Cottman (* 16. August 1803 bei Allen, Wicomico County, Maryland; † 28. Januar 1863 ebenda) war ein US-amerikanischer Politiker. Zwischen 1851 und 1853 vertrat er den Bundesstaat Maryland im US-Repräsentantenhaus.

## Werdegang
Joseph Cottman besuchte die öffentlichen Schulen seiner Heimat und studierte danach bis 1821 am Princeton College. Daran schloss sich in den Jahren 1822 und 1823 ein Studium am Yale College an. Nach einem anschließenden Jurastudium und seiner 1826 erfolgten Zulassung als Rechtsanwalt begann er in Princess Anne in diesem Beruf zu arbeiten. Gleichzeitig schlug er eine politische Laufbahn ein. In den Jahren 1831, 1832 und 1839 saß er im Abgeordnetenhaus von Maryland. Im Jahr 1837 gehörte er dem Staatssenat an. Dabei war er Mitglied der Whig Party.
Bei den Kongresswahlen des Jahres 1850 wurde Cottman als unabhängiger Kandidat im sechsten Wahlbezirk von Maryland in das US-Repräsentantenhaus in Washington, D.C. gewählt, wo er am 4. März 1851 die Nachfolge von John Bozman Kerr antrat. Da er im Jahr 1852 nicht bestätigt wurde, konnte er bis zum 3. März 1853 nur eine Legislaturperiode im Kongress absolvieren. Diese war von den Diskussionen um die Sklaverei bestimmt.
Nach dem Ende seiner Zeit im US-Repräsentantenhaus praktizierte Joseph Cottman wieder als Anwalt. Außerdem wurde er in der Landwirtschaft sowie auf literarischem Gebiet tätig. Er starb am 28. Januar 1863 auf seiner Farm Mortherton nahe Allen.